# Дома (роман)
«До́ма» (англ. Home as Found, в Англии был издан под названием «Ева Эффингхем») — роман американского писателя Джеймса Фенимора Купера, опубликованный в 1838 году. Продолжение дилогии, первой частью которой стал роман «Домой, или Погоня».
Действие романа происходит в Нью-Йорке и небольшом городе Темплтон, где живут недавно вернувшиеся из Европы братья Эдуард и Джон Эффингхемы (сыновья Элизабет Темпл из «Пионеров») и дочь Эдуарда Ева. Описывается обыденная жизнь, в которой мало заметных событий. Ева становится женой Пола Поуиса, на родственнице Эффингхемов Грейс Ван-Кортлендт женится барон Джордж Темплмор, уезжающий вместе с ней в Старый Свет. Герои романа жестоко разочаровываются в американской действительности: по их мнению, «родина за десять лет ушла назад на целое столетие во всём, что касается добродетели и порядочности».

## Создание и оценки
Изначально Купер хотел написать один роман о возвращении Эффингхемов из Европы и об их жизни в Темплтоне под названием «Домой, или Дела, как они есть», либо «Домой, или На море и на суше». В итоге получилась дилогия, действие второй части которой происходит исключительно на материке. Роман «Дома» увидел свет в 1838 году вскоре после первой части цикла.
Оба романа были встречены американской прессой с откровенной враждебностью, причём второй критиковали даже больше, чем первый. О них писали как о скучном чтении с неубедительными, «глупыми и абсурдными» героями. Один из рецензентов счёл, что Купер «не умеет создавать характеры. За двумя-тремя исключениями все его персонажи — просто деревянные манекены, не имеющие ничего общего с жизнью». Звучали заявления о том, что в романе «Дома» создана «несправедливая и клеветническая картина американских характеров и общества в целом», что это «произведение, пропитанное злобой», «всплеск переполненной желчи».О клевете заявляли и некоторые знакомые Купера, узнавшие себя в персонажах романа.
По словам литературоведа XX века Д. Гроссмана, «Дома» — «огромный беспорядочный каталог бесконечного уродства провинциальной жизни, как его наблюдали Эффингхемы во время визитов в Нью-Йорк и по возвращении в Темплтон. Это узкий, убогий, не терпящий возражений мир, лишенный милостей цивилизации». Советский исследователь Н. Самохвалов увидел в романе развитие идей, которые легли в основу «Моникинов», но теперь уже без аллегорий и гротеска: «сама действительность» даёт писателю «готовые карикатурные образы».